# Starożytny Izrael w okresie perskim
Okres perski w starożytnym Izraelu' trwał w latach 539 – 332 p.n.e.

## Historia
Powrót Izraelitów do ojczyzny był możliwy dopiero po 538 p.n.e., za zgodą perskiego króla Cyrusa, który podbił Babilon. Król Cyrus w następnych latach zorganizował wyprawę ku Morzu Śródziemnemu i uzależnił od siebie prawie całą Azję Mniejszą. Był to początek dominacji perskiej.
Juda jako prowincja Jehud uzyskała częściową autonomię. Na czele wracających z niewoli Żydów stanęli dwaj mężowie: Jozua (arcykapłan) i Zorobabel (z królewskiego rodu Dawida, mający sprawować władzę świecką). Jednak faktyczną władzę świecką sprawował zawsze namiestnik reprezentujący króla Persji.
W latach 520-515 p.n.e. wzniesiono w Jerozolimie Drugą Świątynię, o wiele skromniejszą, później kilkakrotnie przebudowywaną. W trakcie reformy religijnej ustanowiono m.in. Sanhedryn, instytucję religijno-sądowniczą.
|  |  |

|  |